# Kyros Vassaras
Kyros Vassaras (født 1. februar 1966 i Thessaloniki i Grækenland) er en græsk fodbolddommer. Vassaras dømmer kampe i UEFA Champions League og en del landskampe på højeste europæiske niveau. Vassaras dømte VM i 2002 og EM 2004.

## Kampe ved VM som hoveddommer
2002
- Kina – Costa Rica  (gruppespil)

## Kampe ved EM som hoveddommer
2008
- Tjekkiet – Portugal  (gruppespil)
- Polen – Kroatien  (gruppespil)

| Biografi | Spire Denne biografi om en fodbolddommer er en spire som bør udbygges. Du er velkommen til at hjælpe Wikipedia ved at udvide den. |